# Kolonien Grønland
Fra 1950 til 1953, da Nordgrønlands Inspektorat og Sydgrønlands Inspektorat blev forenet, var Grønland en koloni af Danmark med en landshøvding. I 1953 blev Grønland ligestillet del af Danmark som Amt.